# Proscyllium venustum
Proscyllium venustum es una especie de elasmobranquio carcarriniforme de la familia Proscylliidae.